# Prince of the City
Prince of the City is een Amerikaanse misdaad-thriller uit 1981 onder regie van Sidney Lumet. Het verhaal hiervan is gebaseerd dat uit op een gelijknamig boek uit 1978 van Robert Daley. De film werd genomineerd voor de Oscar voor beste aangepaste scenario en de Golden Globes voor beste dramafilm, beste regie en beste acteur in een dramafilm (Treat Williams). De productie kreeg elf andere prijzen daadwerkelijk toegekend, waaronder de prijs voor beste film op het Filmfestival van Venetië 1981.

## Het verhaal
Een groep inspecteurs van de narcoticabrigade van de NYPD zit geregeld bendes drugsdealers op de hielen. Na een arrestatie verwennen ze zichzelf soms met het geld dat ze hebben geconfisqueerd. Agent Daniel Ciello twijfelt of ze wel op de goede manier met hun werk bezig zijn. Dat ontgaat een agent van Internal Affairs niet. Na een eerste reeks contacten besluit Ciello mee te werken om de corruptie binnen de NYPD aan te klagen. In het begin werkt Daniel enkel mee aan enkele kleinere affaires, in de hoop zo zijn ploegmaats buiten schot te houden. Hij gaat met een bandopnemer naar het café met enkele maffialeden om zo de namen van corrupte politieagenten te weten te komen. Eens het balletje aan het rollen is, is er geen houden meer aan. Zijn ploegmaats komen onder druk en ook zijn neef, die bij de maffia is, wordt de rekening gepresenteerd.  Er worden een reeks processen voorbereid om de Augiasstal binnen de NYPD op te kuisen. Ciello blijft alleen achter, beschermd door de agenten van Internal Affairs, die hem de kameraadschap van zijn oude makkers niet kunnen bieden.

## Rolverdeling
| Acteur              | Personage                 |
| ------------------- | ------------------------- |
| Treat Williams      | Daniel Ciello             |
| Jerry Orbach        | Gus Levy                  |
| Richard Foronjy     | Joe Marinaro              |
| Don Billett         | Bill Mayo                 |
| Kenny Marino        | Dom Bando                 |
| Carmine Caridi      | Gino Mascone              |
| Tony Page           | Raf Alvarez               |
| Norman Parker       | Rick Cappalino            |
| Paul Roebling       | Brooks Paige              |
| Bob Balaban         | Santimassino              |
| James Tolkan        | District Attorney Polito  |
| Steve Inwood        | Mario Vincente            |
| Lindsay Crouse      | Carla Ciello              |
| Matthew Laurance    | Ronnie Ciello             |
| Tony Turco          | Socks Ciello              |
| Ronald Maccone      | Nick Napoli               |
| Ron Karabatsos      | Dave DeBennedeto          |
| Tony DiBenedetto    | Carl Alagretti            |
| Tony Munafo         | Rocky Gazzo               |
| Robert Christian    | The King                  |
| Lee Richardson      | Sam Heinsdorff            |
| Lane Smith          | Tug Barnes                |
| Cosmo Allegretti    | Marcel Sardino            |
| Bobby Alto          | Mr. Kanter                |
| Michael Beckett     | Michael Blomberg          |
| Burton Collins      | Monty                     |
| Carmine Foresta     | Ernie Fallacci            |
| Conard Fowkes       | Elroy Pendleton           |
| Peter Friedman      | District Attorney Goldman |
| Peter Michael Goetz | Attorney Charles Deluth   |
| Lance Henriksen     | District Attorney Burano  |
| Eddie Jones         | Ned Chippy                |
| Don Leslie          | District Attorney D'Amato |
| Dana Lorge          | Ann Mascone               |
| Harry Madsen        | Bubba Harris              |
| E.D. Miller         | Sergeant Edelman          |
| Cynthia Nixon       | Jeannie                   |
| Lionel Pina         | Sancho                    |
| José Angel Santana  | José                      |